# Diacylglycérol lipase
Cet article court présente un sujet plus développé dans : lipoprotéine lipase.
La diacylglycérol lipase, ou lipoprotéine lipase, est une hydrolase qui catalyse les réactions :
- triglycéride + H2O  {\displaystyle \rightleftharpoons }  diglycéride + acide gras ;
- diglycéride + H2O  {\displaystyle \rightleftharpoons }  monoglycéride + acide gras.

Cette enzyme intervient sur les chylomicrons ainsi que sur les lipoprotéines de basse densité (LDL) et de très basse densité (VLDL). 